# NGC 7047
NGC 7047 (другие обозначения — PGC 66461, UGC 11712, MCG 0-54-10, ZWG 375.23, IRAS21138-0102) — спиральная галактика с перемычкой (SBb) в созвездии Водолей.
Этот объект входит в число перечисленных в оригинальной редакции «Нового общего каталога».